# Rowlandius littoralis
Espèce
Rowlandius littoralis est une espèce de schizomides de la famille des Hubbardiidae.

## Distribution
Cette espèce est endémique de la province de Santiago de Cuba à Cuba,. Elle se rencontre vers Santiago de Cuba.

## Description
Le mâle holotype mesure 2,73 mm.
La femelle décrite par Teruel en 2004 mesure 2,9 mm.

## Publication originale
- Teruel, 2003 : Adiciones a la fauna cubana de esquizómidos, con la descripción de un nuevo género y nueve especies nuevas de Hubbardiidae. (Arachnida: Schizomida). Revista Ibérica de Aracnología, vol. 7, p. 39–69 (texte intégral).